# True West
True West er et skuespil fra 1980 af den amerikanske dramatiker Sam Shepard.  

## Handling
Manuskriptforfatteren Austin passer hus mens hans mor er i Alaska, og her møder han sin dagdriverbror Lee som han ikke har haft kontakt med længe. Lee forlanger at få lov til også at bo i huset og at kunne råde over Austins bil. Oven i det hele får Lee på mystisk vis overtaget kontrollen med det filmmanuskript som Austin er i gang med at skrive og får sin egen idé pitchet til Austins producer Saul, og brødrene må pludselig samarbejde om det nye projekt. En proces der er mere vanskelig end nogen af dem havde forestillet sig. Undervejs kommer brødrenes gamle konflikter op til overfladen og deres faste roller som henholdsvis karriereorienteret familiefar og fordrukken dagdriver bliver vendt på hovedet, så de hver især får en smagsprøve på den andens liv. Et liv som de hver især altid hemmeligt har længtes efter .

## Urpremiere
Urpremieren på True West var den 10.  juli 1980 på Magic Theatre i San Francisco. Forestillingen var instrueret af Robert Woodruff.
Rollebesætningen:
- Jim Haynie som Lee
- Peter Coyote som Austin
- Tom Dahlgreen som Saul Kimmer
- Carol McElheney som Mom

## Danske opsætninger
Danmarkspremieren på True West, under titlen Ta’ Vestpå, Drenge!, var den 17. februar 1984 på Comediehuset, en del af Det Kongelige Teater i København. Forestillingen var instrueret af Bente Kongsbøl. Skuespillet var oversat af Bente Kongsbøl og Henrik Larsen. 
Rollebesætningen:
- Henrik Larsen som Lee
- Henrik Koefoed som Austin
- Paul Hüttel som Saul Kimmer
- Elna Brodthagen som Mor

Den 3. april 2003 havde True West premiere på Entré Scenen i Århus, som en co-produktion mellem Entré Scenen og teatergruppen Von Baden. Forestillingen var instrueret af Morten Lundgaard. Skuespillet var oversat af Henrik Vestergaard.
Rollebesætningen:
- Frederik Meldal Nørgaard som Lee (Lars)
- Anders Brink Madsen som Austin (Bo)
- Henrik Vestergaard som Saul Kimmer (Søren Hauberg)
- Sacha World som Mor

## Filmatiseringer
True West blev filmatiseret som tv-teater i 1984 til den amerikanske tv-kanal PBS. Den filmede forestilling var instrueret af Gary Sinise for Steppenwolf Theatre Company og programmet var tilrettelagt af Allan A. Goldstein. 
Rollebesætning:
- John Malkovich som Lee
- Gary Sinise som Austin
- Sam Schacht  som Saul
- Margaret Thomsom som Mom

True West blev filmatiseret som tv-teater i 2001 til den amerikanske tv-kanal Showtime. Den filmede forestilling var instrueret af Bruce Willis for teatret Company of Fools i Idaho og programmet var tilrettelagt af Gary Halvorson. 
Rollebesætning:
- Bruce Willis som Lee
- Chad Smith som Austin
- Andrew Alburger  som Saul
- Danielle Kennedy som Mom